# Unides Podem
|  | No s'ha de confondre amb Unidos Podemos. |

Unidas Podemos (Podemos-IU-Equo) és una coalició electoral espanyola registrada el 15 de març de 2019 davant la Junta Electoral Central (JEC) pels partits Podem, Esquerra Unida i Equo per concórrer a les eleccions generals d'abril de 2019, així com a les Eleccions a les Corts Valencianes que se celebren el mateix dia. És una continuació de la coalició Unidos Podemos, que es va presentar a les Eleccions generals espanyoles de 2016 amb una modificació de gènere gramatical que s'ha atribuït al «auge del moviment feminista».
Després de l'acord del PSOE amb Unides Podem i del Pacte dels Sis es va formar el 2 de gener del 2020 el primer govern de coalició des de la Segona República Espanyola, encapçalat per Pedro Sánchez i format per membres del PSOE, d'Unides Podem i independents proposats per ambdós partits, tot sumant 22 ministres.
A les eleccions al Parlament Europeu de 2019 la coalició va obtenir més de 2.225.000 vots, el 10% del total i va aconseguir 6 escons, que es van integrar en L'Esquerra en el Parlament Europeu tret d'Ernest Urtasun que ho va fer al grup Els Verds/Aliança Lliure Europea, del què es va convertir en vicepresident.